# República Autónoma Socialista Soviética da Ossétia do Norte
República Autónoma Socialista Soviética da Ossétia do Norte (em osseta:  Цæгат Иристоны Автономон Советон Социалистон Республикӕ; em russo:  Северо-Осетинская Автономная Советская Социалистическая Республика) foi uma república autônoma da República Socialista Federativa Soviética da Rússia dentro da União Soviética. Atualmente é conhecida como Ossétia do Norte-Alânia, um súdito da Federação Russa.